# Trigonistis macrobela
Trigonistis macrobela là một loài bướm đêm trong họ Erebidae.